# 電源開発
電源開発株式会社（でんげんかいはつ、英: Electric Power Development Co.,Ltd.）は、東京都中央区に本店を置く電力会社（発電事業者、送電事業者）である。愛称としてJ-POWER（ジェイパワー）が使われる。

## 概要
太平洋戦争の日本敗戦後、GHQの指示で作られた過度経済力集中排除法の指定を受け日本発送電が解体、地域電力会社に分割された。しかし、分割されたばかりの地域電力会社は資本的にも非常に貧弱で、復興のために必要となる電力を満足に供給できず、発電所新設の投資もままならない状態であった。そのため、国内での電力需要の増加に対応して制定された電源開発促進法により、1952年（昭和27年）9月16日に国の特殊会社として設立された（資本構成は66.69 %を大蔵大臣（のちに財務大臣）、残りを9電力会社が出資）。
電源開発の最初の大事業は佐久間ダムであるが、10年はかかるとされた工事を、アメリカ合衆国からの技術導入により、3年で完成させた。続けて“OTM”と呼ばれる奥只見ダム、田子倉ダム、御母衣ダムなど大規模なものを含む水力発電所を次々に建設し、戦後復興期を電力面から支えた。なお、佐久間ダムの佐久間発電所が現在も年間発電量日本一の水力発電所であるなど、これら発電所は現在でも国内最大級の規模を有する。
高度経済成長期、大きく伸びる電力需要に合わせて、財務を立て直した電力会社と共に供給力も大きくしていったが、電力会社間の連携不足や昼夜間の需要ギャップ拡大など、効率面が問題となってきた。これに対し電源開発は複数の電力会社が利用できる広域火力発電所、電力会社間の連系送電線や佐久間周波数変換所などの連系設備、長距離直流送電、大規模揚水発電所を建設。電力会社の補完的事業を行う。
更に後、電力会社も十分な財務体質を有し、各社間で連系送電線やその他連系設備を建設していった。電源開発は当時斜陽化していた国内炭鉱産業支援のため、国内炭専用の火力発電所を建設したり（のち海外炭火力へと変更）、海水揚水発電所等の実証試験プラントや海外協力事業を積極的に行うなど、国策的性格が強い事業を行うようになった。
1997年、特殊法人合理化の中で5年程度の準備期間を置いた後に民営化することが閣議決定され、2003年に電源開発促進法を廃止。2004年10月6日に東京証券取引所第1部に上場し、電力会社及び政府出資の民営化ファンドの保有株式の全てを売却した（初値は2,795円）。また合わせて愛称を「でんぱつ」から「J-POWER（ジェイパワー）」に変更した。
現在では、日本国内に水力、火力合わせて60か所以上の発電所を有し、発電能力は旧一般電気事業者（10電力会社）以外としては突出しており、旧一般電気事業者と比較しても四国電力などを抜き、東北電力に匹敵する。特に石炭火力発電に関しては日本一の規模で、熱効率も世界最高水準を誇っている。また、水力発電の規模も日本トップクラスである。
送電・変電設備、電力会社間の連系送電線やその他連系設備も多数保有しており、特に本州 - 九州間を連系する送電網を有するのはJ-POWERのみである。以前は北海道 - 本州間、50 Hz・60 Hz間、本州 - 四国間の連系を保有するのもJ-POWERのみだったが、現在はそれぞれ3分の2、40 %、75 %を保有している。なお、現在は原子力発電所を有していないが、青森県において大間原子力発電所を建設中である。風力発電についても東京臨海風力発電所など、2023年（令和5年）7月現在で国内に27地点を有し、国内事業者第2位の規模である。海外においてもポーランドでの事業に参画（ザヤツコボ風力発電所 ）するなど、積極的な展開を進めている。
また、近年の電力自由化の流れに対応すべく事業を多角化（水道事業など）。併せて、これまで主にはアジア地域におけるコンサルティングを展開してきた海外事業も、近年はIPPへの積極投資（タイ・カエンコイ2発電所、アメリカ合衆国・テナスカフロンティア、エルウッド、グリーン・カントリーなど）、炭鉱開発（豪州・クレアモント炭鉱など）などにより拡大しつつある。
2019年4月1日、100%子会社として電源開発送電事業分割準備株式会社を設立。2020年4月1日に同社を電源開発送変電ネットワーク（J-POWER送変電）と改称し、送電事業が移管された。

## 沿革
（主要設備運転開始時期等）
- 1952年
  - 9月 -「電源開発促進法（昭和27年法律第283号）」に基づき、政府出資の株式会社として設立
- 1953年
  - 8月 - 只見特定地域総合開発計画に参加
- 1954年
  - 1月 - 電源開発初の発電所である胆沢第一発電所が運転開始
- 1956年
  - 1月 - 糠平発電所が運転開始（糠平ダム）
  - 4月 - 電源開発初の大規模水力発電所となる佐久間発電所が運転開始（佐久間ダム）
- 1960年
  - 12月 - 奥只見発電所が運転開始（奥只見ダム）
- 1961年
  - 1月 - 御母衣発電所が運転開始（御母衣ダム）
- 1963年
  - 1月 - 電源開発初の石炭火力発電所となる若松火力発電所（現・若松総合事業所）1・2号機が運転開始
- 1965年
  - 10月 - 佐久間周波数変換所運転開始
- 1967年
  - 3月 - タイ王国クワイヤNo.1（シーナカリン）水力発電計画
  - 5月 - 磯子火力発電所1号機が運転開始
  - 7月 - 竹原火力発電所1号機が運転開始
- 1968年
  - 7月 - 高砂火力発電所1号機が運転開始
- 1972年
  - 11月 - 電源開発初の出力100万kWを超える大規模揚水発電所となる新豊根発電所が運転開始
- 1974年
  - 6月 - 電源開発初の重油専焼火力発電所である竹原火力発電所2号機が運転開始（のちに石炭に転換）
- 1975年
  - 3月 - 電源開発初の地熱発電所である鬼首地熱発電所が運転開始
- 1978年
  - 7月 - 奥清津発電所が運転開始（二居ダム・カッサダム）
- 1979年
  - 12月 - 日本初の直流送電による連系設備、北海道・本州間連系設備 （本州 - 北海道間）運転開始
- 1981年
  - 1月 - 国内初の海外炭を主燃料とする石炭火力発電所である松島火力発電所1号機が運転開始（2号機の運転開始は6月）
- 1986年
  - 11月 - 石川石炭火力発電所1号機が運転開始
- 1990年
  - 6月 - 石炭火力としては国内初の単機出力100万kWを達成した松浦火力発電所1号機が運転開始
- 1995年
  - 6月 - 竹原火力発電所2号機を石炭専焼に転換。これにより所有火力発電所全てが石炭専焼火力となる
- 1999年
  - 3月 - 世界初の海水揚水発電所である沖縄やんばる海水揚水発電所運転開始
- 2000年
  - 7月 - 石炭火力としては国内最大となる橘湾火力発電所1号機（出力105万kW）が運転開始
- 2002年
  - 4月 - 磯子火力発電所新1号機が運転開始（旧設備は2001年11月に廃止）。愛称を「でんぱつ」から「J-POWER」へ変更
- 2003年
  - 10月 - 「電源開発促進法」廃止
- 2004年
  - 10月 - 東京証券取引所市場第一部に上場
  - 10月 - タイ・カエンコイ2ガス火力発電所事業参画
- 2005年3月 - 比CBK発電所（総出力72.8万kW）買収
- 2006年
  - 1月 - 豪クイーンズランド州クレアモント炭鉱開発
  - 4月 - 米テナスカ・フロンティア発電所権益取得
  - 11月 - 米エルウッド・エナジー発電所権益取得
  - 10月 -英投資ファンド 『ザ・チルドレンズ・インベストメント・ファンド』（TCI）が大量保有報告書を初めて提出。この時点での株式保有割合は5.07%
- 2007年
  - 3月 - TCIが大量保有報告書を提出。株式保有割合が9.90%となり、これ以上の株式保有については事実上外為法による外資規制より事前報告が必要となる（事前報告が必要となるのは正確には10%以上から）
  - 9月 - 米グリーン・カントリー発電所権益取得
  - 11月 - 中国漢江一貫水力開発プロジェクト参入、権益取得
- 2008年
  - 3月 - 中国新昌石炭火力発電プロジェクトに参画
  - 4月 - 財務省及び経済産業省が、外為法による事前報告を提出したTCIの電源開発株式買い増しに対し中止勧告を発表[10]
  - 4月 - 経済産業省が大間原子力発電所の原子炉設置を許可
  - 10月 - 電源開発がTCI保有の全株式を買い取ることを発表
- 2009年
  - 3月 - 中国新昌石炭火力発電プロジェクトに参画
  - 4月 - 財務省及び経済産業省が、外為法による事前報告を提出したTCIの電源開発株式買い増しに対し中止勧告を発表[10]
  - 4月 - 経済産業省が大間原子力発電所の原子炉設置を許可
  - 10月 - 電源開発がTCI保有の全株式を買い取ることを発表
- 2019年
  - 4月 - 電源開発送変電事業分割準備株式会社（現電源開発送変電ネットワーク株式会社）を設立
- 2021年12月1日 - 株式会社J-POWERサプライアンドトレーディングを合併

## 人事
代表権のある取締役のみ、2024年6月28日現在。
- 代表取締役会長
渡部肇史（1977年入社、東大法卒）
- 代表取締役社長社長執行役員
菅野等（1984年入社、筑波大学比較文化学類卒）
- 代表取締役副社長執行役員
嶋田善多（1982年入社、京都大学大学院工学研究科了）

特殊会社時代には最高責任者の役職名は「総裁」であったが、一般の株式会社に改組してからは「社長」となっている。

### 歴代最高責任者
| 代           | 氏名         | 就任日        | 退任日        | 備考         |
| 電源開発総裁 | 電源開発総裁 | 電源開発総裁  | 電源開発総裁  | 電源開発総裁 |
| ------------ | ------------ | ------------- | ------------- | ------------ |
| 初           | 高碕達之助   | 1952年        | 1954年8月     |              |
| 2            | 小坂順造     | 1954年        | 1956年        |              |
| 3            | 内海清温     | 1956年        | 1958年        |              |
| 4            | 藤井崇治     | 1958年        | 1964年        |              |
| 5            | 吉田確太     | 1964年        |               |              |
| 6            | 藤波収       | 1966年8月28日 | 1970年8月27日 |              |
| 7            | 大堀弘       | 1970年        | 1975年        |              |
| 8            | 両角良彦     | 1975年6月1日  | 1983年5月     |              |
| 9            | 門田正三     | 1983年6月     | 1986年10月    |              |
| 電源開発社長 |              |               |               |              |
| 初           | 藤原一郎     | 1986年10月    | 1991年7月     |              |
| 2            | 杉山和男     | 1991年7月     | 1996年        |              |
| 3            | 杉山弘       | 1996年        | 2001年        |              |
| 4            | 中垣喜彦     | 2001年        | 2009年6月     |              |
| 5            | 北村雅良     | 2009年6月     | 2016年6月     |              |
| 6            | 渡部肇史     | 2016年6月     | 2023年6月     |              |
| 7            | 菅野等       | 2023年6月     | 現職          |              |

## 組織
| 監査等委員会、取締役監査等委員 | 監査等委員会、取締役監査等委員                      | 監査等委員会、取締役監査等委員 | 監査等委員会室 |
| 取締役会                       |                                                     |                                |                |
|                                | 常務会                                              |                                |                |
| 役付取締役執行役員             |                                                     |                                |                |
|                                | 業務監査部                                          | 内部監査室、原子力監査室       |                |
| 秘書部                         |                                                     |                                |                |
| 広報・地域共生部               |                                                     |                                |                |
| 経営企画部                     |                                                     |                                |                |
| 財務部                         |                                                     |                                |                |
| 人事労務部                     |                                                     |                                |                |
| 総務部                         | 北海道支社                                          |                                |                |
| 総合安全・保安推進部           |                                                     |                                |                |
| デジタルイノベーション部       |                                                     |                                |                |
| 立地・環境部                   |                                                     |                                |                |
| 資材調達部                     |                                                     |                                |                |
| 土木建築部                     | 沖縄海水揚水事務所                                  |                                |                |
| イノベーション推進部           |                                                     |                                |                |
| エネルギー計画部               |                                                     |                                |                |
| エネルギー取引部               |                                                     |                                |                |
| エネルギー企画部               |                                                     |                                |                |
| 再生可能エネルギー事業戦略部   | 鬼首地熱発電所                                      |                                |                |
| 水力発電部                     | 東日本支店、中部支店、西日本支店、NEXUS佐久間建設所 |                                |                |
| 陸上風力事業部                 |                                                     |                                |                |
| 火力エネルギー部               | 松島火力発電所、竹原工事事務所、若松総合事業所      |                                |                |
| CCS企画・開発部                |                                                     |                                |                |
| 原子力業務部                   |                                                     |                                |                |
| 原子力技術部                   |                                                     |                                |                |
| 大間現地本部                   | 大間原子力建設所、青森事務所                        |                                |                |
| 欧州中東・企画部               |                                                     |                                |                |
| アジア部                       | 北京事務所                                          |                                |                |
| 米州オセアニア部               |                                                     |                                |                |
| 技術開発部                     | 茅ヶ崎研究所、若松研究所                            |                                |                |

## 主要事業所一覧

### 国内
- 本店（東京都中央区銀座六丁目15番1号）
- 東日本支店（埼玉県川越市）
- 中部支店（愛知県春日井市）
- 西日本支店（大阪府大阪市）

### 海外
- J-POWER USA Development Co., Ltd.（米国）
- J-POWER Generation (Thailand) Co., Ltd.（タイ）
- J-POWER Consulting (China) Co., Ltd.（中国）

## 発電施設
計　93箇所、1822万7179kW（2024年3月31日現在）
- 総出力には長期計画停止中、定期点検中の号機を含む。廃止された号機、建設中の号機は含まない。

### 水力発電所
61箇所　857万7369kW
- 主要な水力発電所（10万kW以上の発電所）

| 発電所名                      | 水系     | 発電方式             | 認可出力       | ダム                                  | 所在地                 | 運用開始      |
| ----------------------------- | -------- | -------------------- | -------------- | ------------------------------------- | ---------------------- | ------------- |
| 下郷発電所                    | 阿賀野川 | ダム水路式（揚水式） | 100万kW        | 大川ダム（下池） 大内ダム（上池）     | 福島県南会津郡下郷町   | 1988年        |
| 奥只見発電所                  | 阿賀野川 | ダム式               | 56万kW         | 奥只見ダム                            | 福島県南会津郡檜枝岐村 | 1960年        |
| 大鳥発電所                    | 阿賀野川 | ダム式               | 18.2万kW       | 大鳥ダム                              | 福島県南会津郡只見町   | 1963年        |
| 田子倉発電所                  | 阿賀野川 | ダム式               | 38.5万kW       | 田子倉ダム                            | 福島県南会津郡只見町   | 1959年        |
| 沼原発電所                    | 那珂川   | ダム水路式（揚水式） | 67.5万kW       | 深山ダム（下池） 沼原ダム（上池）     | 栃木県那須塩原市       | 1973年        |
| 佐久間発電所                  | 天竜川   | ダム水路式           | 35万kW         | 佐久間ダム                            | 静岡県浜松市天竜区     | 1956年        |
| 新豊根発電所                  | 天竜川   | ダム水路式（揚水式） | 112万kW        | 佐久間ダム（下池） 新豊根ダム（上池） | 愛知県北設楽郡豊根村   | 1972年        |
| 奥清津発電所 奥清津第二発電所 | 信濃川   | ダム水路式（揚水式） | 100万kW 60万kW | 二居ダム（下池） カッサダム（上池）   | 新潟県南魚沼郡湯沢町   | 1978年 1996年 |
| 御母衣発電所                  | 庄川     | ダム式               | 21.5万kW       | 御母衣ダム                            | 岐阜県大野郡白川村     | 1961年        |
| 手取川第一発電所              | 手取川   | ダム水路式           | 25万kW         | 手取川ダム                            | 石川県白山市           | 1979年        |
| 長野発電所                    | 九頭竜川 | ダム式（揚水式）     | 22万kW         | 九頭竜ダム 鷲ダム                     | 福井県大野市           | 1968年        |
| 池原発電所                    | 熊野川   | ダム式（揚水式）     | 35万kW         | 池原ダム 七色ダム                     | 奈良県吉野郡下北山村   | 1964年        |
| 川内川第一発電所              | 川内川   | ダム式               | 12万kW         | 鶴田ダム                              | 鹿児島県薩摩郡さつま町 | 1965年        |

- 10万kW以下の発電所については電力会社管理ダム#電源開発を参照のこと。
- 管理する発電用ダム一覧については日本の発電用ダム一覧#電源開発を参照のこと。

### 火力発電所

#### 運転中

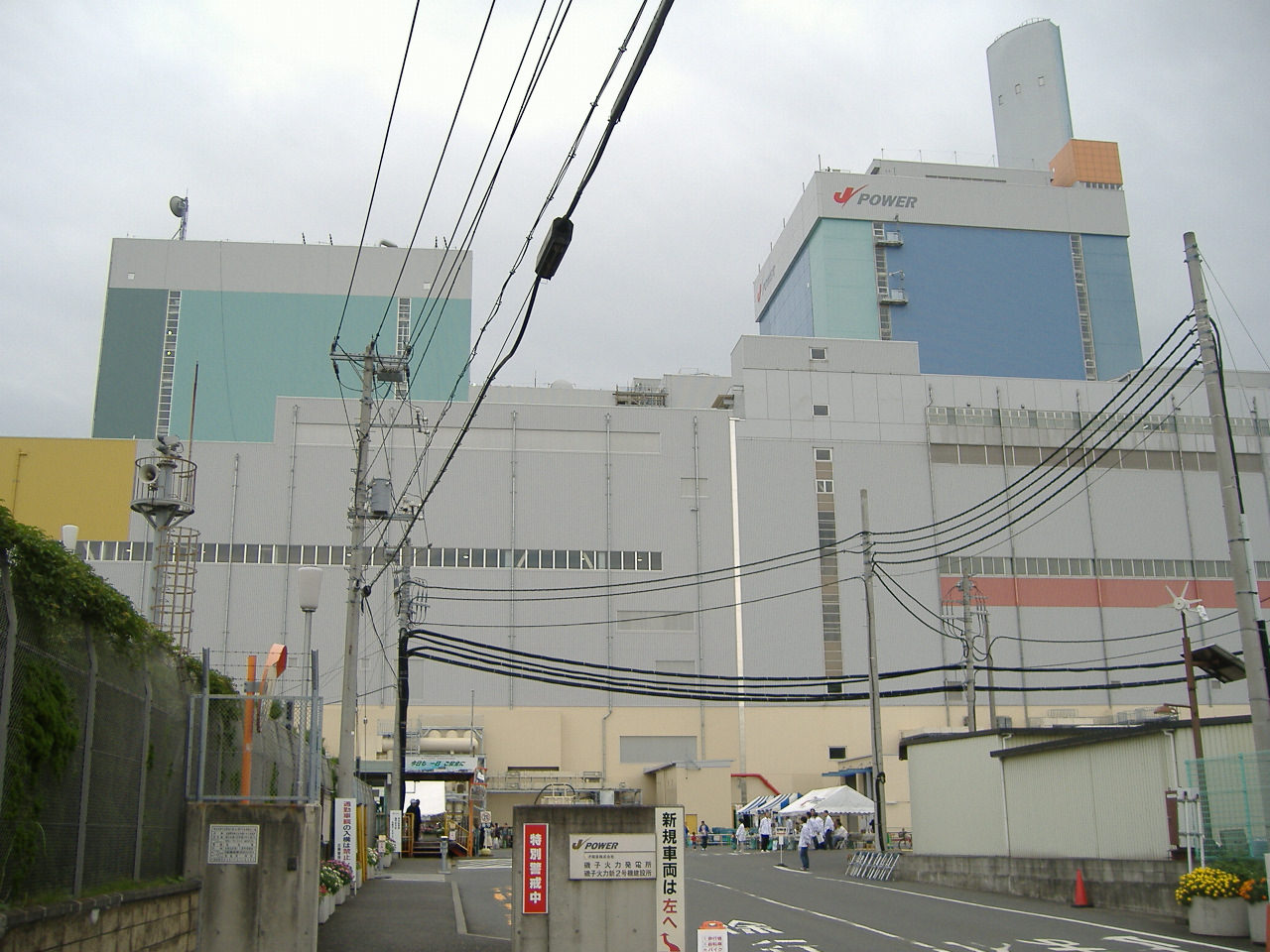
磯子火力発電所

7箇所、841万2000kW（2024年3月31日現在）
| 発電所名           | 使用燃料 | 総出力   | 号機            | 出力          | 熱効率（LHV） | 所在地               | 運転開始             | 備考                                  |
| ------------------ | -------- | -------- | --------------- | ------------- | ------------- | -------------------- | -------------------- | ------------------------------------- |
| 磯子火力発電所     | 石炭     | 120万kW  | 新1号機 新2号機 | 60万kW        | 45% 45%       | 神奈川県横浜市磯子区 | 2002年4月 2009年7月  | (旧)1号機,2号機(共に26.5万kW) 廃止。  |
| 高砂火力発電所     | 石炭     | 50万kW   | 1号機 2号機     | 25万kW        | 41% 41%       | 兵庫県高砂市         | 1968年7月 1969年1月  |                                       |
| 竹原火力発電所     | 石炭     | 130万kW  | 新1号機 3号機   | 60万kw 70万kW | 48% 43%       | 広島県竹原市         | 2020年6月1983年3月   | 既設1号機(25万kW),2号機(35万kW)廃止。 |
| 橘湾火力発電所     | 石炭     | 210万kW  | 1号機 2号機     | 105万kW       | 45% 45%       | 徳島県阿南市         | 2000年7月 2000年12月 |                                       |
| 松島火力発電所     | 石炭     | 100万kW  | 1号機 2号機     | 50万kW        | 42% 42%       | 長崎県西海市松島     | 1981年1月 1981年6月  |                                       |
| 松浦火力発電所     | 石炭     | 200万kW  | 1号機 2号機     | 100万kW       | 43% 44%       | 長崎県松浦市         | 1990年6月 1997年7月  |                                       |
| 石川石炭火力発電所 | 石炭     | 31.2万kW | 1号機 2号機     | 15.6万kW      | 42% 42%       | 沖縄県うるま市       | 1986年11月 1987年3月 |                                       |

### 原子力発電所

#### 建設中・開発中
1箇所　138万3000kW（2024年3月31日現在）
| 発電所名         | 原子炉型式           | 号機  | 総出力    | 所在地             | 運転開始 | 備考 |
| ---------------- | -------------------- | ----- | --------- | ------------------ | -------- | ---- |
| 大間原子力発電所 | 改良型沸騰水型軽水炉 | 1号機 | 138.3万kW | 青森県下北郡大間町 | 未定     |      |

### 新エネルギー

#### 運転中
| 発電所名                       | 方式     | 総出力    | 運転開始   | 所在地               |
| ------------------------------ | -------- | --------- | ---------- | -------------------- |
| 鬼首地熱発電所                 | 地熱発電 | 1.5万kW   | 1975年3月  | 宮城県大崎市         |
| 島牧ウインドファーム           | 風力発電 | 0.45万kW  | 2000年6月  | 北海道島牧村         |
| 苫前ウィンビラ発電所           | 風力発電 | 3.06万kW  | 2000年12月 | 北海道苫前町         |
| さらきとまないウィンドファーム | 風力発電 | 1.485万kW | 2001年12月 | 北海道稚内市         |
| 仁賀保高原風力発電所           | 風力発電 | 2.475万kW | 2001年12月 | 秋田県にかほ市       |
| 東京臨海風力発電所             | 風力発電 | 0.17万kW  | 2003年3月  | 東京都江東区         |
| 南大隅ウィンドファーム         | 風力発電 | 2.6万kW   | 2003年3月  | 鹿児島県南大隅町     |
| 楊貴妃の里ウィンドパーク       | 風力発電 | 0.45万kW  | 2003年11月 | 山口県下関市         |
| グリーンパワーくずまき発電所   | 風力発電 | 2.1万kW   | 2003年12月 | 岩手県葛巻町         |
| 田原風力発電所                 | 風力発電 | 0.198万kW | 2004年3月  | 愛知県田原市         |
| 長崎鹿町ウィンドファーム       | 風力発電 | 1.5万kW   | 2005年2月  | 長崎県佐世保市       |
| 阿蘇にしはらウィンドファーム   | 風力発電 | 1.75万kW  | 2005年2月  | 熊本県西原村         |
| 田原臨海風力発電所             | 風力発電 | 2.2万kW   | 2005年3月  | 愛知県田原市         |
| 瀬棚臨海風力発電所             | 風力発電 | 1.2万kW   | 2005年12月 | 北海道せたな町       |
| 郡山布引高原風力発電所         | 風力発電 | 6.598万kW | 2007年2月  | 福島県郡山市         |
| 阿蘇おぐにウインドファーム     | 風力発電 | 0.85万kW  | 2007年3月  | 熊本県小国町         |
| 石廊崎風力発電所               | 風力発電 | 3.4万kW   | 2010年4月  | 静岡県南伊豆町       |
| あわら北潟風力発電所           | 風力発電 | 2万kW     | 2011年2月  | 福井県あわら市       |
| 桧山高原風力発電所             | 風力発電 | 2.8万kW   | 2011年2月  | 福島県田村市・川内村 |
| 上ノ国ウインドファーム         | 風力発電 | 2.8万kW   | 2014年3月  | 北海道上ノ国町       |
| 南愛媛風力発電所               | 風力発電 | 2.16万kW  | 2015年3月  | 愛媛県宇和島市       |

### 過去に存在した発電施設

#### 火力発電所
| 発電所名        | 使用燃料   | 総出力 | 廃止時期 | 所在地               |
| --------------- | ---------- | ------ | -------- | -------------------- |
| 若松火力発電所* | 石炭、重油 | 15万kW | 1989年   | 福岡県北九州市若松区 |

* 若松火力発電所跡地には、研究・実験・研修施設としての若松総合事業所が建設された。

## 海外実績
- 技術コンサルティング 63カ国・地域318件（2011年5月末実績）
- IPP（海外発電事業） 6カ国・地域29件（2010年6月末実績）

## 提供番組
- 音のソノリティ（日本テレビ、毎週日曜日20:54 - 21:00 ほか、『J-POWER group』名義で提供）
  - BS日テレでは毎週水曜日21:54 - 22:00。
- 週刊報道BIZストリート（BS-TBS、毎週土曜日21:00 - 21:54）
- THE 歴史列伝〜そして傑作が生まれた〜（BS-TBS、毎週金曜日22:00 - 22:54）
- 土曜プレミアム （フジテレビ、毎週土曜日21:00 - 23:10）

## 関連会社

### 連結子会社

#### 電気事業（9社）
- 電源開発送変電ネットワーク株式会社[14]
- 長崎鹿町風力発電株式会社
- 株式会社ジェイウインド
- 株式会社ジェイウインドせたな
- 株式会社ジェイウインドくずまき
- 株式会社ジェイウインド上ノ国
- 江差グリーンエナジー株式会社
- 石狩グリーンエナジー株式会社
- 株式会社ジェイソーラー

#### 電力周辺関連事業（17社）
- 株式会社J-POWERハイテック[15]
- J-POWERジェネレーションサービス株式会社[16]
- 株式会社J−POWERビジネスサービス[17]
- 株式会社電発コール・テックアンドマリーン
- J-POWERテレコミュニケーションサービス株式会社[18]
- 株式会社J-POWER設計コンサルタント[19]
- ジェイパワー・エンテック株式会社[20][注釈 1]

#### 海外事業（45社）
- J-Power Investment Netherlands B.V.
- J-POWER North America Holdings Co., Ltd.
- J-POWER USA Development Co., Ltd.

#### その他の事業（5社）
- 開発肥料株式会社[22]

### 持分法適用会社

#### 電気事業（12社）
- 大崎クールジェン株式会社 - 火力発電による電気の供給（中国電力との共同出資）[23]
- 湯沢地熱株式会社 - 地熱発電による電気の供給（三菱マテリアル、三菱ガス化学との共同出資）[24]
- 鹿島パワー株式会社 - 火力発電による電気の供給（日本製鉄との共同出資）[25]
- 鈴与電力株式会社 - 電力小売事業（鈴与商事との共同出資）[26]
- 株式会社エナリス - 電力小売事業（KDDIとの共同出資）[27]
- ひびきウインドエナジー株式会社 - 風力発電による電気の供給（九電みらいエナジー他3社との共同出資）[28]
- 男鹿・潟上・秋田Offshore Green Energy合同会社 - 風力発電による電気の供給（JERA、東北電力、伊藤忠商事との共同出資）

#### 海外事業（77社）
- Birchwood Power Partners, L.P - 火力発電による電気の供給（GE Energy Financial Servicesとの共同出資）[29]
- Triton Knoll HoldCo Ltd. - 風力発電による電気の供給（innogy、関西電力との共同出資）[30]

## 不祥事・トラブル等

### TCIによる株式取得をめぐる問題
電源開発の発行済株式の9.9%を保有する英国のザ・チルドレンズ・インベストメント・ファンド（TCI）は、2007年6月の定時株主総会の時点で増配要求を出すなど、経営方針に対して不満を表明していた。2007年11月には、社外役員の派遣を経営陣に要請したものの、電源開発の取締役会は2008年1月7日、この提案に反対する旨の回答をする。
そこでTCIは、1月15日、電源開発の株式の保有率を20%まで引き上げるため、外為法による事前届出を行った。しかし関税・外国為替等審議会外国為替等分科会外資特別部会は4月15日、この株式取得は日本の「公の秩序の維持が妨げられるおそれがあるもの」とする意見を出した。この意見を受けて、額賀財務大臣と甘利経済産業大臣は、TCIによる株式の取得の中止の勧告を出すと同時に、「日本政府の対日直接投資促進は不変」という談話を発表し、電源開発もこの勧告と談話を許容する内容のコメントを発表した。
4月25日に入り、TCIは経済産業省から出された弁明の機会の付与に対し中止勧告の応諾の拒否を通知したため、額賀財務大臣と甘利経済産業大臣は、外為法27条10項の中止命令のための手続に着手し、5月13日に中止命令を発した。7月14日、TCIはこの中止命令に従い、不服申し立てを断念する旨の声明を発表した。
一方でTCIは、4月16日に、6月の電源開発の定時株主総会において、期末配当に関する提案と、条件が受け入れられない場合の社長の解任を内容とする株主提案を行うことを発表した。電源開発は4月18日にこの提案を受領した旨を発表し、4月30日にTCIの全提案に反対する旨の取締役会の意見を発表した。その後TCIと電源開発との間で書簡の往来が続いたものの意見の対立は埋まらず、5月22日には、定時総会に向けて委任状勧誘を行うことをTCIが発表した。
6月26日の第56期定時株主総会にて、TCIによる株主提案はすべて否決されたものの、それと前後して、TCIは電源開発の経営陣の責任を追及する訴えを提起のための手続を進めており、また、持合い株主の議決権の投票結果の開示を要請するなど、定時株主総会によるTCIの株主提案の否決後も係争は続いていた。
しかし、2008年10月31日に、電源開発はTCIが保有している全株式を買い取ることを発表し、一連の問題に終止符を打つこととなった。なお、TCIが株式の売却を決めた理由については、電源開発が2008年7月末に決めた子会社事業を本体に取り込む事業再編によるものとする報道と、2008年9月に発生した世界規模の金融危機の影響によるものとする報道とがあり、錯綜している。

### 天下り問題
福島第一原子力発電所事故以降、経済産業省と電力会社の天下り問題が、監督官庁である経産省の原子力発電所の安全基準を甘くさせる構造として批判が集まった。

## その他

### 放送送信施設
本店屋上にはコミュニティ放送局である中央エフエムの送信所が置かれていたが、2013年6月4日に歌舞伎座タワーに移転した。